# 조국통일3대헌장기념탑

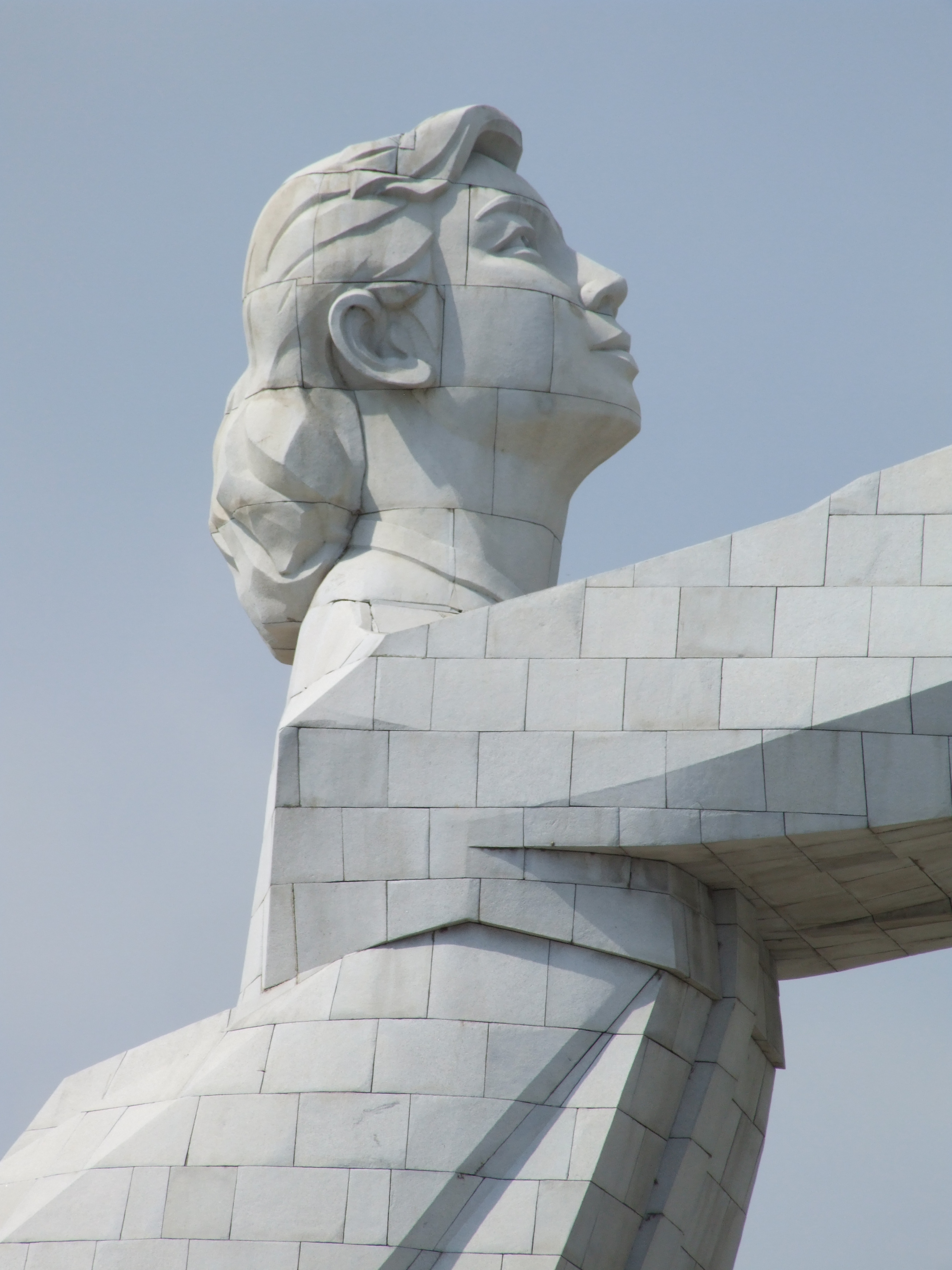
2012년 8월 촬영한 조국통일3대헌장기념탑 좌측.

조국통일3대헌장기념탑(祖國統一三大憲章記念塔, 영어: Arch of Reunification, 공식명칭 Monument to the Three-Point Charter for National Reunification)은 조선민주주의인민공화국 평양직할시 락랑구역에 있었던 기념탑으로, "조국통일 3대원칙"을 기념하기 위하여 2001년에 준공되었다. 2024년에 김정은의 "동족 개념 제거" 명령에 따라 철거되었다.

## 준공
평양시와 남포시를 잇는 청년영웅도로의 출발점인 평양시 통일거리(현재의 락랑거리) 입구에 세워진 대형 아치형 구조물로, 1999년 8월 14일 평양직할시에서 열린 통일대축전과 제10차 범민족대회를 기념하기 위하여 통일거리에서 기공식을 했으며, 2001년 8월 14일에 준공되었다. 2001년 북측은 이 기념탑에서의 8.15 공동행사를 제의했으나 대한민국 정부는 북측의 통일방안인 고려연방제와 10대 강령을 지지하는 것으로 비칠 수 있다는 우려로 기념탑에서의 행사에 남측 민간 대표단이 참석하는 것을 막았다.

## 외형
100,000여 m2 부지에 아치문 모양으로 세워진 탑은 한복을 입은 남(대한민국)과 북(조선민주주의인민공화국)을 의미하는 두 명의 여자가 '3대 헌장'이 새겨진 한반도 지도가 그려진 구를 마주 들고 있는 모습을 형상화하였으며 기념탑은 60kg이 넘는 화강암 2,560개를 붙여 제작되었다. 높이는 조국통일3대헌장을 상징하는 30m, 너비는 6·15 남북 공동선언을 의미하는 61.5m이며, 조각상 양쪽에는 각 부조 2개, 총 4개가 놓여 있고 기념탑 내부에는 남과 북, 해외에 거주하는 동포들과 관련 단체들이 보낸 기념 석재 740여개가 붙여져 있다.

## 조국통일3대헌장
조선민주주의인민공화국이 '3대헌장'을 공식적으로 거론한 것은 1997년 1월 노동당 기관지 노동신문, 인민무력성의 기관지 조선인민군, 김일성-김정일주의청년동맹의 기관지 청년전위 신년 공동사설이 처음인데, 조국통일 3대헌장은 1972년 7.4 남북 공동 성명에서 천명된 조국통일 3대 원칙(자주, 평화통일, 민족대단결), 1980년 10월 조선민주주의인민공화국 6차 당대회에서 제시된 고려민주연방공화국안, 1993년 4월 최고인민회의 제9기 5차 회의에서 채택된 전민족 대단결 10대 강령을 의미한다. 이 가운데 남과 북이 합의한 내용은 '조국통일 3대 원칙' 하나뿐이다.

### 조국통일 3대 원칙
자주, 평화통일, 민족대단결 등 조국통일 3대원칙은 1961년 9월의 노동당 제4차 대회에서 제시했던 '자주·평화·민주'의 3개 원칙에 기초한 것으로 7.4 공동성명에서 합의한 내용은 1) 통일은 외세에 의존하거나 외세의 간섭을 받음이 없이 자주적으로 해결해야 한다 2) 통일은 서로 상대방을 반대하는 무력행사에 의거하지 않고 평화적 방법으로 실현해야 한다 3) 사상과 이념, 제도의 차이를 초월하여 우선 하나의 민족으로서 민족적 대단결을 도모해야 한다는 것이다.

### 고려민주연방공화국 방안
고려민주연방공화국안은 1991년 김일성이 신년사에서 제시한 통일 방안이다. 하나의 민족, 하나의 국가, 두 개의 제도, 두 개의 정부에 기초한 연방제 방식으로 다시 말해 낮은 형태의 연방제 통일 형태를 말한다. 잠정적으로는 연방공화국의 지역적 자치정부에 더 많은 권한을 부여하며 장차 중앙정부의 기능을 높여 나가는 방향에서 연방제 통일을 점진적으로 완성하는 형태를 띠고 있다. 북측은 2016년 '7.4공동성명' 발표 44주년을 맞아 각종 매체를 통해 연방제 통일방안이 한반도 통일의 '유일한 방도'라고 강조했다.

### 전민족 대단결 10대 강령
전민족 대단결 10대 강령은 1993년 4월 최고인민회의에서 강성산 총리가 보고하였으며 그 내용은 1) 전민족 대단결로 자주·평화·중립적 통일국가 창립, 2) 민족자주정신에 기초하여 대단결, 3) 공존·공영·공리를 도모하며 통일 위업에 모든 것을 복종시키고 단결, 4) 동족 간 분열·대결을 조장시키는 일체의 정쟁을 중지하고 단결, 5) 북침·남침, 승공과 적화를 하지 않고 신뢰·단합, 6) 민주주의를 기본으로 주의·주장이 다르다고 배척하지 말고 단결, 7) 개인과 단체가 소유한 물질적·정신적 재산 보호로 민족대단결 도모에 이용, 8) 남북한 접촉·왕래·대화 보장, 9) 남북·해외 동포 연대성 강화, 10) 민족대단결과 조국통일 위업에 공헌한 사람들을 예우 등이다. 북측은 이 강령을 제의하면서 외세의존정책 포기, 주한미군 철수의지 표명, 외국군과의 합동 군사연습 중지, 미국의 핵우산 탈피 등 4개 항의 요구사항을 제시했다.

## 철거
김정은은 2024년 1월 15일 최고인민회의 시정연설에서 "수도 평양의 남쪽관문에 꼴불견으로 서 있는 '조국통일 3대 헌장 기념탑'을 철거"하는 등 "공화국 민족역사에서 '통일', '화해', '동족'이라는 개념 자체를 완전히 제거해버려야 한다"며 철거를 지시했다. NK뉴스가 위성사진을 분석한 결과를 토대로 한 보도에 따르면, 지난 1월 19일 촬영된 사진에서 포착됐던 기념탑은 이날(23일) 오전 촬영된 영상에서 사라졌다.

## 사진

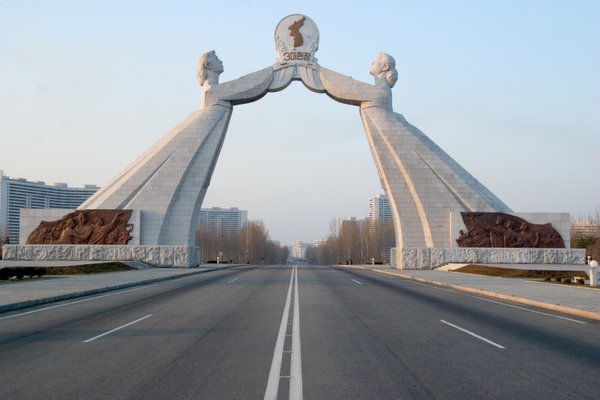
전체 원경
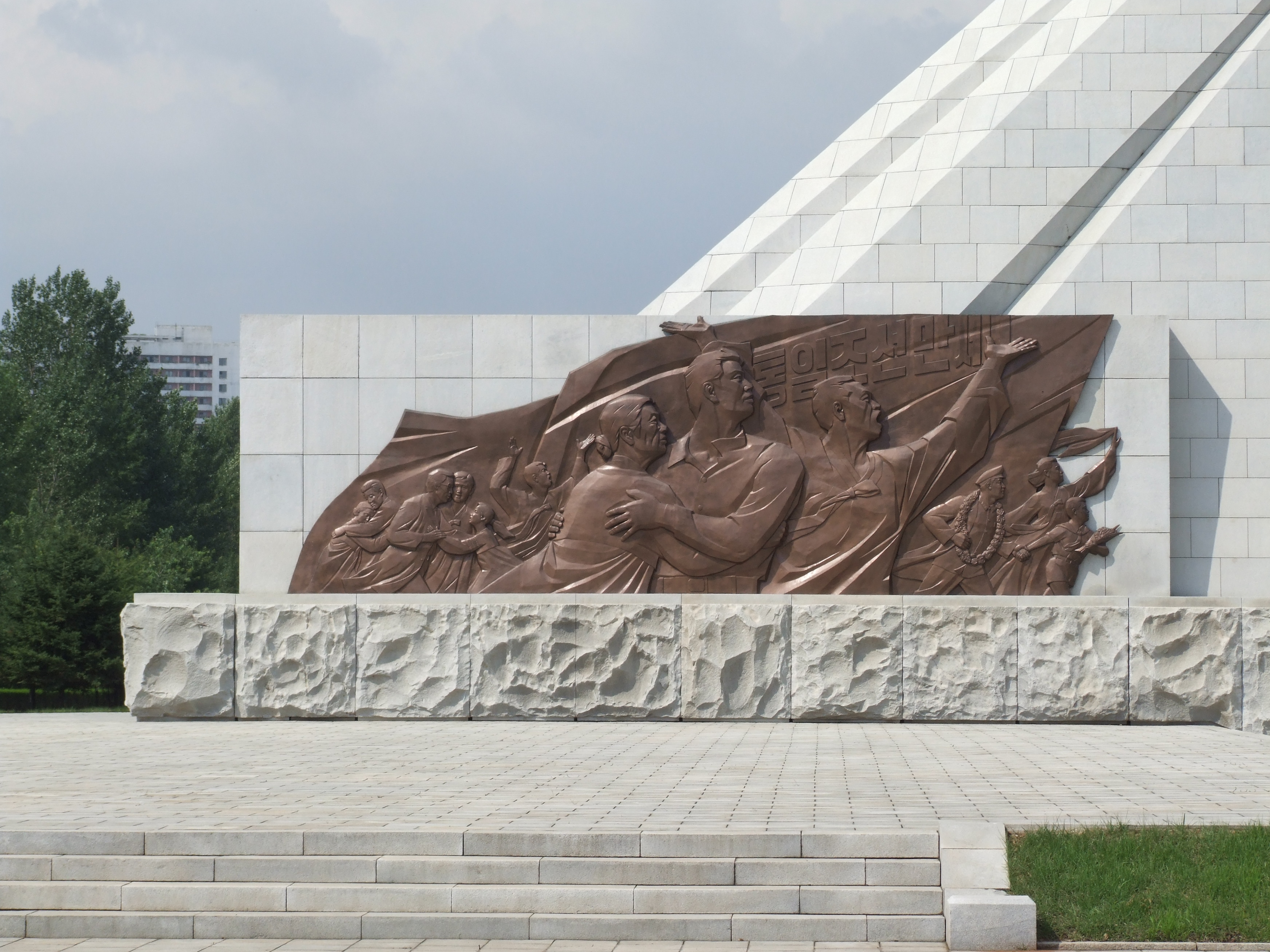
부조
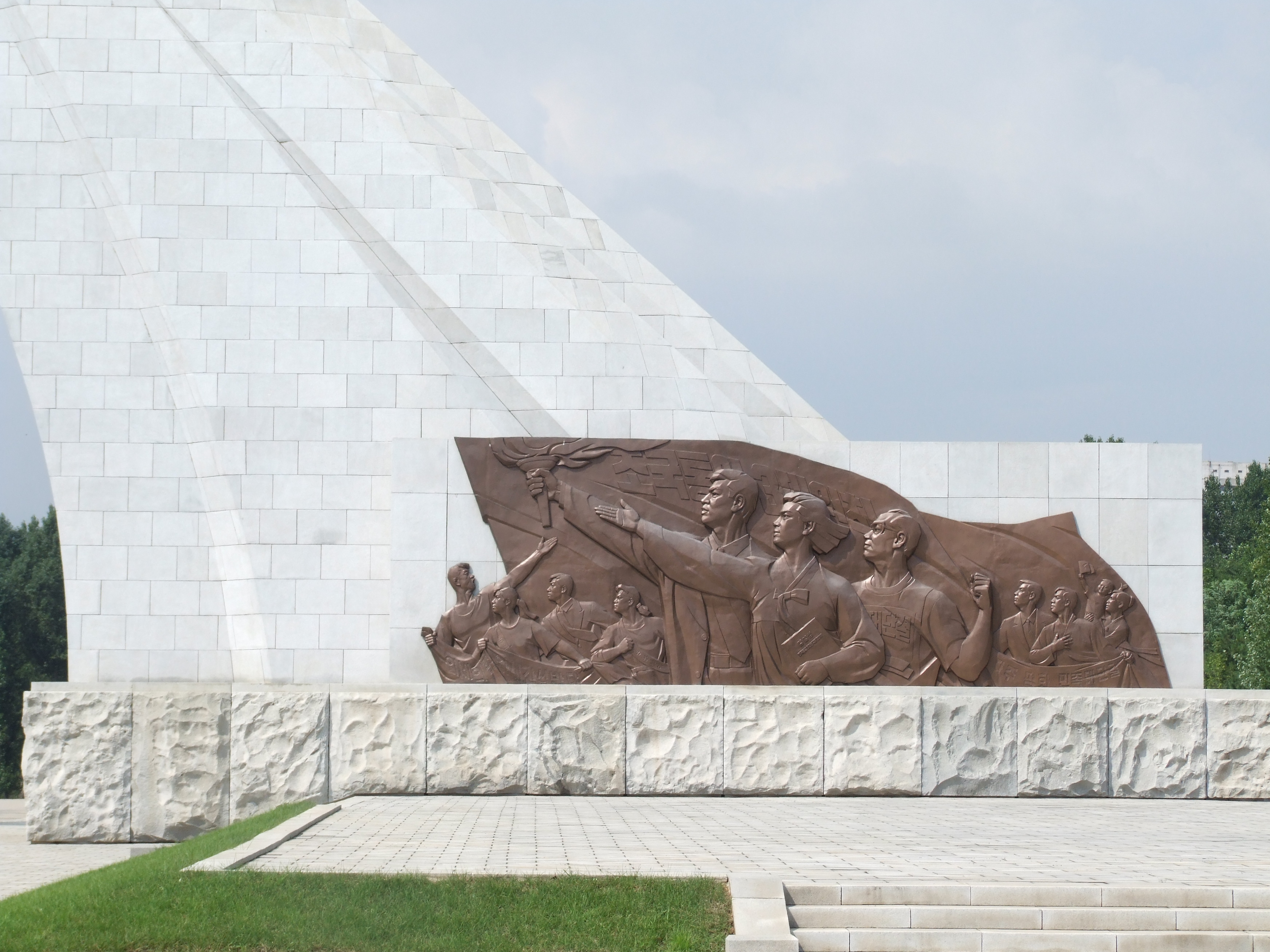
부조
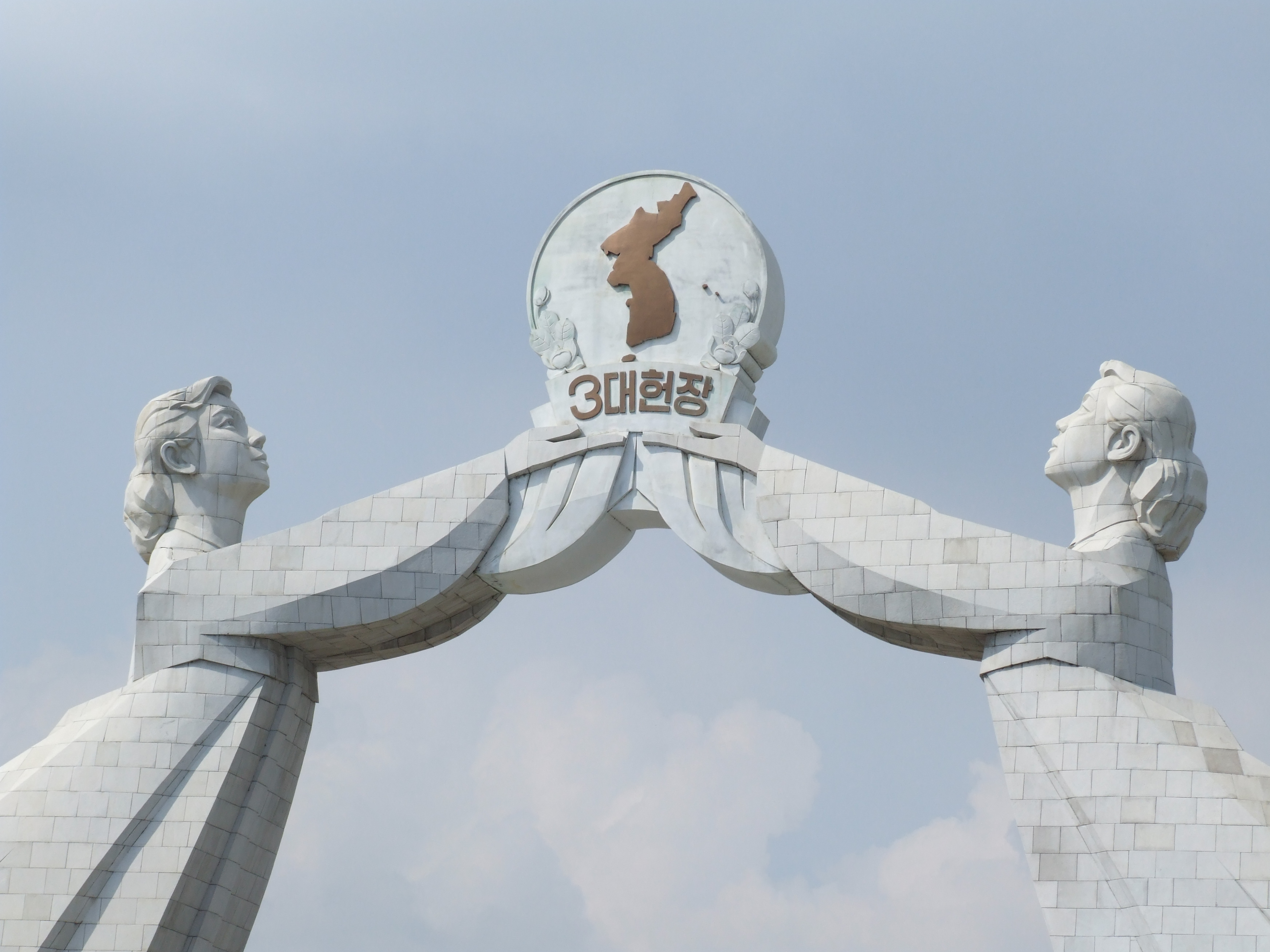
한복을 입은 여인
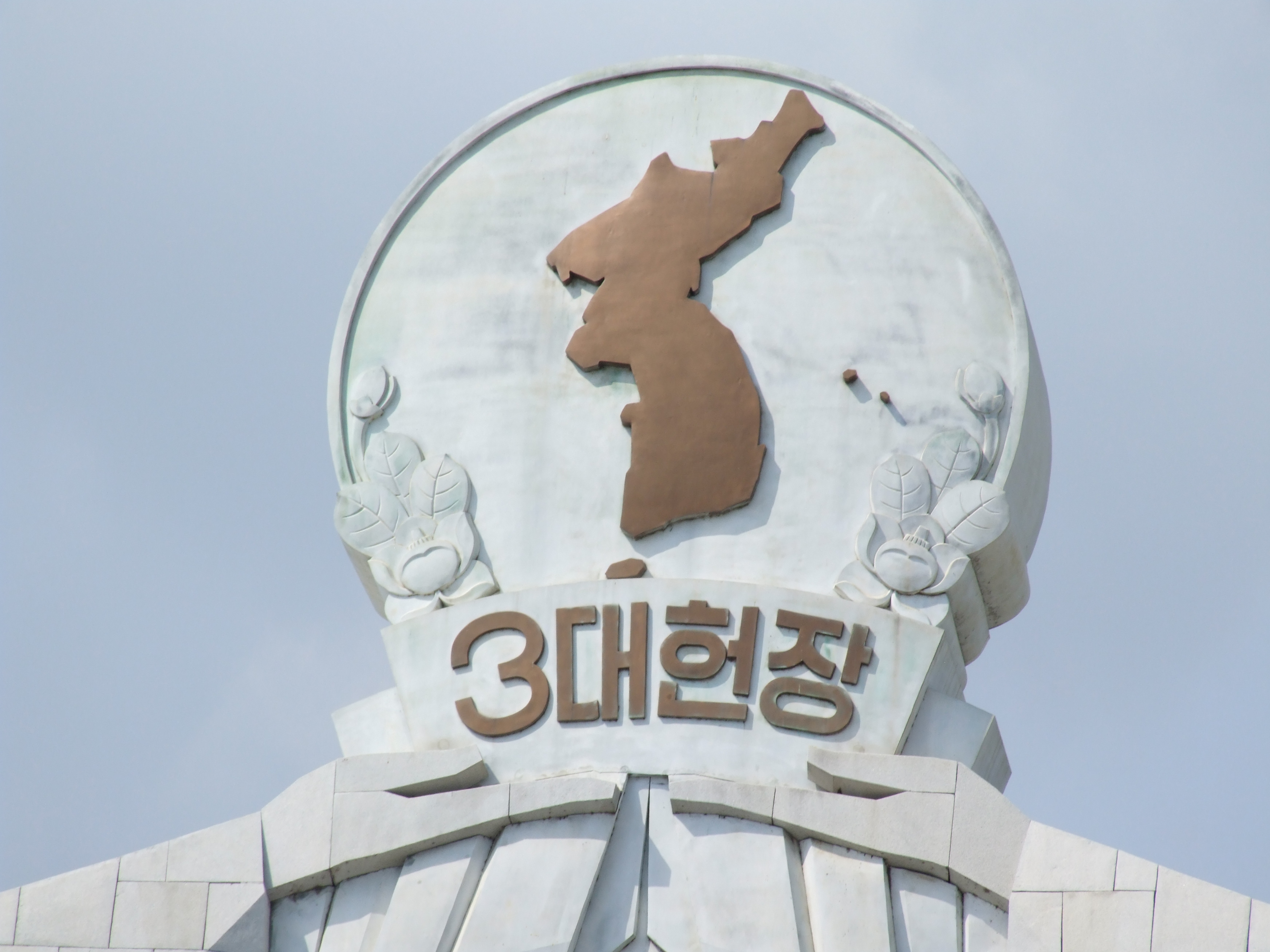
한반도 지도가 그려진 구
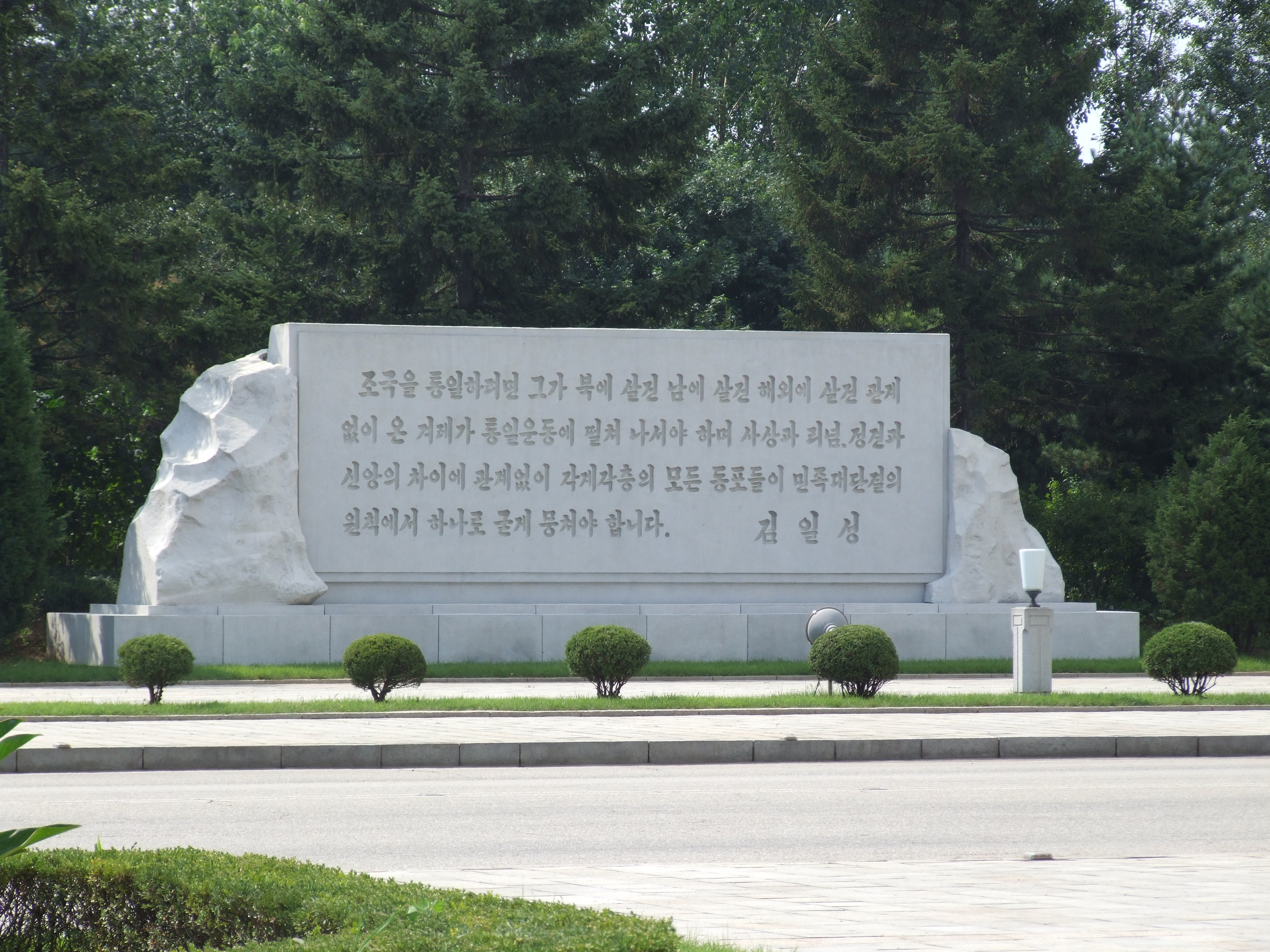
김일성이 제시한 통일 원칙이 쓰인 기념비